# Véhicule d'assistance respiratoire
Le véhicule d'assistance respiratoire (VAR) est un véhicule de soutien utilisé par les pompiers français dans la lutte contre l'incendie.

## Rôle et équipement
Le véhicule d'assistance respiratoire est un véhicule de soutien, souvent une camionnette, qui transporte au moins une dizaine d'appareils respiratoires isolants (ARI) et de bouteilles d'air comprimé — deux éléments qui font partie de l'équipement de protection individuelle des pompiers dans le cadre de la lutte contre l'incendie et plus largement dans toute atmosphère viciée (gaz, produits chimiques, etc.). Le VAR peut aussi acheminer des cagoules de fuite (utilisées par un pompier pour extraire une victime d'un incendie au travers des fumées), du matériel d'éclairage et d'autres équipements de lutte contre l'incendie, etc. Un VAR est généralement armé par deux pompiers.
L'équivalent du VAR à la Brigade de sapeurs-pompiers de Paris (BSPP) est la camionnette de réserve d'air comprimé (CRAC).